# Taibo de Wu
Taibo (chinois : chinois traditionnel zh, chinois simplifié 泰伯, p Tàibó) est le fils ainé du roi Tai de Zhou et le fondateur légendaire de l'État de Wu. Ses dates de naissance et de décès sont inconnues.

## Biographie
Né au sein du clan Ji (姬) du duché de Zhou, il a deux frères cadets, Zhongyong et Jili. Le roi de Zhou souhaite faire son héritier de Jili, devenu célèbre pour sa sagesse. Taibo s'en va à Jin et Jili devient le roi Ji de Zhou. Son fils Chang devient plus tard le roi Wen Wang de Zhou. Taibo et Zhongyong s'installent à Meili dans l'actuelle province du Jiangsu.
Taibo fait de Meili sa capitale, après quoi il est dit qu'il ordonne que soit creusé le canal Du. Pendant son règne, Taibo développe également l'irrigation et encourage l'agriculture. Lorsqu'il meurt il n'a pas d'héritier et transmet le trône à son frère cadet Zhongyong. Le sanctuaire de Taibo est érigé dans l'actuelle Meicun, bien que la structure en bois d'origine a été détruite pendant les guerres ultérieures. Il a été rénové à plusieurs reprises et l'architecture d'aujourd'hui est la plupart du temps de la dynastie Qing. Une pierre sculptée avec le commentaire de Confucius peut encore être vue dans le sanctuaire Taibo d'aujourd'hui.
Beaucoup plus tard, lorsque le roi Zhou Wuwang termine la dynastie Shang, il fait de Zhouzhang - un descendant de Zhongyong - le roi de Wu.
Les visites diplomatiques au Japon des dynasties tardives Wei et Jin indiquent que les Wō du Japon prétendent descendre de Taibo.

## Source de la traduction
- (en) Cet article est partiellement ou en totalité issu de l’article de Wikipédia en anglais intitulé « Taibo of Wu » (voir la liste des auteurs).